# شهرستان گوچلند
شهرستان گوچلند (به انگلیسی: Goochland County) یک منطقهٔ مسکونی در ایالات متحده آمریکا است که در ویرجینیا واقع شده‌است. شهرستان گوچلند ۷۵۱٫۱ کیلومتر مربع مساحت و ۲۱٬۷۱۷ نفر جمعیت دارد.